# Im Si-wan
Yim Si-wan, também escrito como Im Si-wan (hangul: 임시완; nascido em 1 de dezembro de 1988), mais frequentemente creditado na carreira musical apenas como Siwan (hangul: 시완), é um cantor, ator e apresentador de televisão sul-coreano. Ele é um membro do boy group ZE:A e seu sub-grupo ZE:A FIVE. Como ator, ele é popularmente conhecido por ter estrelado o filme The Attorney (2013), o drama Misaeng (2014) e mais recentemente a série Strangers from Hell (Hell is Other People), lançado em 2019 na Netflix, e o drama Run On, de 2020, também lançado na Netflix.

## Início da vida
Siwan nasceu em 1 de dezembro de 1988, em Busan, Coreia do Sul. Ele frequentou o ensino médio na Busan Gudeok High School, Busan National University, a Universidade de East Broadcasting Arts e no Woosong Information College. Ele mudou legalmente o seu nome de Woong-jae para Si-wan antes de seu debut. Ele toca violino e guitarra.

## Carreira

### ZE:A
Enquanto participava do festival musical "Chin Chin Song Festival" em Busan, a Star Empire recrutou-o como um trainee. Ele entrou em um grupo com 9 membros chamado "Children of Empire", onde treinou por três anos, antes de debutar. Em 2009, o grupo começou a fazer guerrilha, com actuações por todo o país. No dia 7 de janeiro de 2010, o grupo estreou com o seu EP, Nativity, sob o nome de ZE:A.

### Carreira de ator
Em janeiro de 2012, Siwan se juntou ao elenco do drama de época Moon Embrancing the Sun (2012), fazendo o papel da versão mais jovem de Heo Yeom. No mesmo ano, Siwan estava no elenco do drama Man from the Equator, atuando como um jovem frio porém com uma história triste por trás de sua visão negativa da vida. Em seguida, participou da comédia Standby (2012) e o drama Waiting for Love, de 2013.
Em seguida, ele apareceu no filme The Attorney (2013), fazendo o papel de um jovem estudante ativista detido e torturado pela polícia sob acusação de ser um simpatizante comunista. O filme foi um sucesso comercial e de crítica, vendendo mais de 11 milhões de ingressos se tornando, na época, o 8ª filme coreano mais vendido de todos os tempos. Siwan ganhou o prêmio de Melhor Novo Ator no Max Movie Awards e no Marie Claire Festival de Cinema.

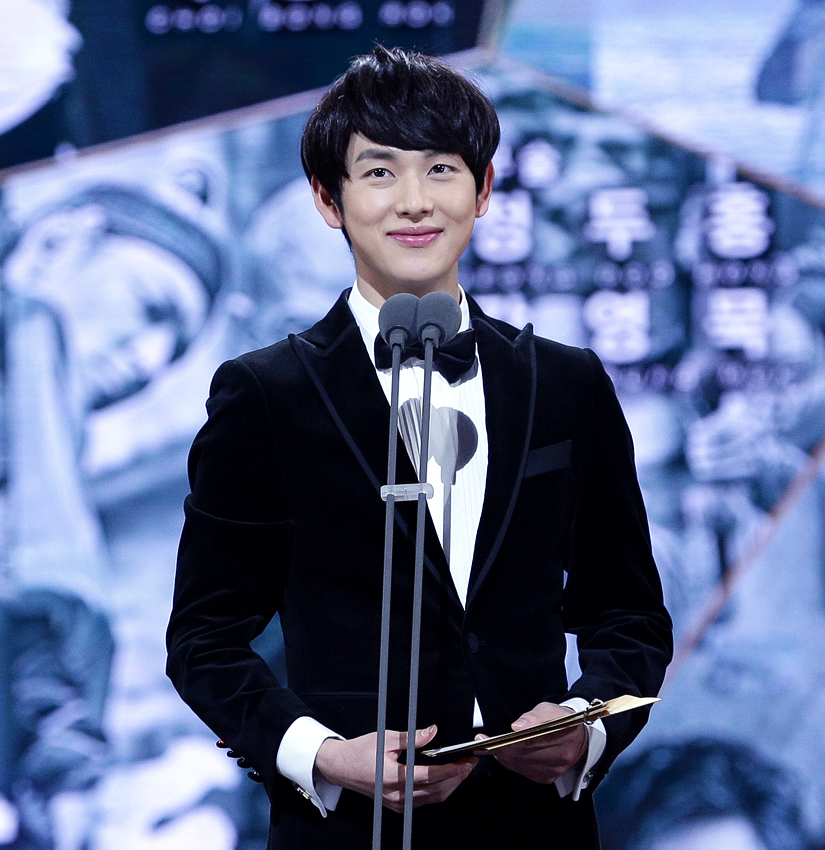
Yim Si-wan no Blue Dragon Film Awards, em 2014

Siwan voltou para a televisão, em 2014, e atuou em duas séries dramáticas. No drama Triângulo, ele fez o papel do irmão mais novo entre 3 irmãos, separados na infância, e que cresceu em uma família de chaebol. Na adaptação do webtoon Misaeng, ele reprisou seu papel de Vida Incompleta: Prequel como um ex-jogador de baduk, que aprende a se adaptar a cultura corporativa coreana. Misaeng foi um grande sucesso comercial e registrou alta audiência, com um pico de 8,4%, e foi apelidado de "fenômeno cultural". Siwan ganhou o prêmio Excelência em Atuação no 4º APAN Star Awards pela sua performance e também o prêmio Best New Actor no 9º Cable TV Broadcasting Awards e no 51º Baeksang Arts Awards.
Em janeiro de 2016, ele estrelou ao lado de Ir Ah-sung do filme de guerra A Melody to Remember (2016). Também participou no web-drama chinês-coreano My Catman junto com Chae Soo-bin e Kim Myung-soo.
Em 2017, Siwan foi a estrela do filme One Line dirigido por Yang Kyung-mo. Participou do filme de ação The Merciless (2017) e no mesmo ano foi convidado para o Festival de Cannes pela primeira vez. Em seguida, estrelou no drama histórico The King in Love, interpretando um ambicioso príncipe herdeiro.
Em 2019, participou do drama Strangers from Hell (ou Hell Is Other People), baseado no webtoon de mesmo nome, sendo esse seu primeiro projeto depois do seu alistamento militar. No mesmo ano, ele foi escalado para o filme esportivo Boston 1947. Em 2020, ele também participou do filme-catástrofe Emergency Declaration.
Em 2020, Yim estrelou o drama romântico da JTBC, Run On.
Em 2022, Yim estrelou o drama de suspense de Wavve, Tracer, que passou despercebido pelos fãs de dramas coreanos quando foi lançado naquele ano. Nele, ele interpreta Hwang Dong-joo, um ex-contador descontraído que trabalha para na área de arrecadação de impostos no governo, especificamente no Serviço Fiscal Nacional. Yim foi indicado para Melhor Ator no 58º Baeksang Arts Awards, 8º APAN Star Awards, 1º Blue Dragon Series Awards, 13º Korea Drama Awards, Asia Contents Awards e o MBC Drama Awards de 2022. Ele também apareceu no drama da ENA, Summer Strike.

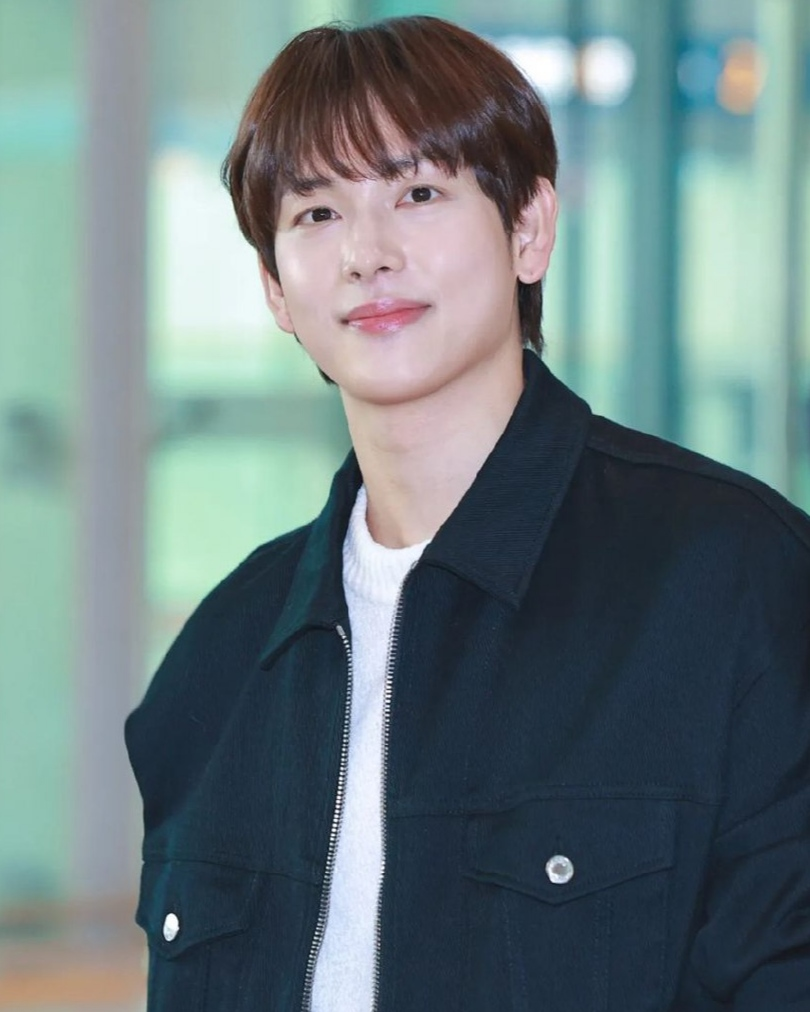
Yim em 2023

Em 2023, Yim realizou um fan concert intitulado YIM Si wan 2023 'WHY I AM in SEOUL' em 11 de fevereiro. Foi revelado que ele foi escalado para a segunda temporada de Squid Game, série de muito sucesso da Netflix, ao lado do atores principais Lee Jung-jae e Wi Ha-joon e dos estreantes Kang Ha-neul, Park Sung-hoon, Yang Dong-geun e Jo Yu-ri. Yim atuou na comédia dramática adolescente do Coupang Play, Boyhood. Ele desempenhou o papel de Jang Byeong-tae, um garoto solitário que foi confundido com outra pessoa no primeiro dia de aula. A série foi um sucesso comercial e de crítica e seu desempenho como ator recebeu ótimas avaliações, Yim foi indicado para a categoria Melhor Ator no 60º Baeksang Arts Awards.

## Discografia
| Título                                                                   | Ano          | Álbum                        |
| Colaborações                                                             | Colaborações | Colaborações                 |
| ------------------------------------------------------------------------ | ------------ | ---------------------------- |
| "Tick Tock" (째깍째깍) (com a cantora Jo Hyun-ah do Urban Zakapa)        | 2017         | Single sem álbum             |
| "Fly Your Kite (Vocal. Yim Siwan)" (연날리기) (com Lee Chanhyuk do AKMU) | 2023         | Umbrella                     |
| "Win For You (Vocal. Yim Siwan)" (연날리기) (com Winter do Aespa)        | 2023         | Single sem álbum             |
| Trilhas sonoras                                                          |              |                              |
| "But Still.. So.." (그래도..그래서..)                                    | 2014         | Misaeng OST-Parte 5          |
| "My Heart" (내 마음은)                                                   | 2017         | The King in Love OST Parte 4 |
| "I And You" (나 그리고 너)                                               | 2021         | Run On OST Parte 12          |
| "Fire" (파이어)                                                          | 2022         | Tracer OST Parte 5           |
| "Take Me Home" (테이크 미 홈)                                            | 2024         | Boyhood OST Parte 4          |
|                                                                          |              |                              |

## Filmografia

### Filmes
| Ano  | Título                   | Papel                        |
| ---- | ------------------------ | ---------------------------- |
| 2013 | Incomplete Life: Prequel | Jang Geu-rae                 |
| 2013 | The Attorney             | Park Jin-woo                 |
| 2014 | Rio 2                    | Blu (Dublagem coreana – voz) |
| 2016 | A Melody to Remember     | Han Sang-ryul                |
| 2017 | One Line                 | Min-jae                      |
| 2017 | The Merciless            | Jo Hyun-soo                  |
| 2022 | Emergency Declaration    | Jin-seok                     |
| 2023 | Unlocked                 | Joon-young                   |
| 2023 | Honey Sweet              | Homem                        |
| 2023 | Boston 1947              | Suh Yon-bok                  |

### Séries de televisão
| Ano        | Emissora      | Título                   | Papel                        | Notas                   |  |
| ---------- | ------------- | ------------------------ | ---------------------------- | ----------------------- |  |
| 2010       | SBS           | Prosecutor Princess      | Club man                     | Cameo (episódio 2)      |  |
| 2010       | KBS2          | All About Marriage       | Trainee                      | Cameo (Episode 18)      |  |
| 2010       | MBC           | Gloria                   | Trainee                      | Cameo (Episode 11 & 14) |  |
| 2012       | MBC           | Moon Embracing the Sun   | Young Heo Yeom               | Supporting Role         |  |
| 2012       | KBS2          | Man from the Equator     | Young Lee Jang-il            |                         |  |
| 2012       | MBC           | Standby                  | Im Si-wan                    | Lead Role               |  |
| 2012       | tvN           | Reply 1997               | ROTC Seoul man               | Cameo (Episode 4)       |  |
| 2013       | KBS2          | A Bit of Love            | Young Jeong Woo-sung         |                         |  |
| 2013       | KBS2          | Waiting for Love         | Jung Jin-kook                |                         |  |
| 2014       | MBC           | Triangle                 | Jang Dong-woo / Yoon Yang-ha |                         |  |
| 2014       | tvN           | Misaeng: Incomplete Life | Jang Geu-rae                 | Disponível na Netflix   |  |
| 2016       | Tencent & MBC | My Catman                | Ji Baek                      |                         |  |
| 2017       | MBC           | The King in Love         | Wang Won                     |                         |  |
| 2019       | OCN           | Strangers from Hell      | Yoon Jong-woo                | Disponível na Netflix   |  |
| 2020-2021  | JTBC          | Run On                   | Ki Seon-gyeom                |                         |  |
| 2022       | MBC, Wavve    | Tracer                   | Hwang Dong-joo               |                         |  |
| 2022       | JTBC          | Thirty-Nine              | Im Si-wan                    | Cameo (Ep. 10)          |  |
| 2022       | ENA           | Summer Strike            | Ahn Dae-beom                 |                         |  |
| 2023       | OCN, tvN      | Missing: The Other Side  | Mysterious man               |                         |  |
| 2023       | Coupang Play  | Boyhood                  | Jang Byung-tae               |                         |  |
| 2024/ 2025 | Netflix       | Round 6                  | Lee Myeong-gi (333)          | Temporadas 2 e 3        |  |

### Programas de variedades
| Ano       | Título                         | Rede         | Notas                         |
| --------- | ------------------------------ | ------------ | ----------------------------- |
| 2011-2012 | Birth of a Family              | KBS          | O membro do elenco            |
| 2012      | Running Man                    | SBS          | Convidado (ep.104)            |
| 2013-2014 | Law of the Jungle – Micronesia | SBS          | O membro do elenco (ep.90-99) |
| 2014      | Running Man                    | SBS          | Convidado (ep.182)            |
| 2016      | Running Man                    | SBS          | Convidado (ep.282)            |
| 2021      | House on Wheels                | tvN          | 2ª temporada                  |
| 2023      | Actors on a Journey            |              | com Jung Hae-in               |
| 2024      | Saturday Night Live Korea      | Coupang Play | Convidado (T5 E1)             |

### Trabalhos como apresentador
| Ano  | Título                          | Rede | Notas   |
| ---- | ------------------------------- | ---- | ------- |
| 2012 | Dream Concert                   | KBS  | Co-host |
| 2012 | SBS Super Concert in Yeosu EXPO | SBS  | Co-host |

### Teatro musical
| Ano  | Título                                       | Papel | Notas                                     |
| ---- | -------------------------------------------- | ----- | ----------------------------------------- |
| 2013 | Joseph and the Amazing Technicolor Dreamcoat | José  | 19 de fevereiro - dia 12 de Março em Seul |

### Vídeos musicais
| Ano  | Título               | Artista(s)       |
| ---- | -------------------- | ---------------- |
| 2012 | "Secret Love"        | Goo Ha-Ra        |
| 2012 | "For a Year"         | Zia              |
| 2012 | "Tears Falling Down" | Zia              |
| 2014 | "My Heart Says"      | SoReal           |
| 2014 | "Whistle"            | Acoustic Collabo |

## Prêmios e indicações
| Year | Award                                      | Category                                | Nominated work                               | Result   | Ref.   |
| ---- | ------------------------------------------ | --------------------------------------- | -------------------------------------------- | -------- | ------ |
| 2012 | 48th Baeksang Arts Awards                  | Most Popular Actor (TV)                 | Moon Embracing the Sun                       | Indicado |        |
| 2012 | 6th Mnet 20's Choice Awards                | 20's Booming Star                       | Moon Embracing the Sun                       | Indicado |        |
| 2012 | 5th Korea Drama Awards                     | Best New Actor                          | Moon Embracing the Sun                       | Indicado |        |
| 2012 | 12th MBC Entertainment Awards              | Best Newcomer in a Sitcom               | Standby                                      | Venceu   |        |
| 2012 | 31st MBC Drama Awards                      | Best New Actor                          | Moon Embracing the Sun                       | Indicado |        |
| 2012 | 31st MBC Drama Awards                      | Popularity Award                        | Moon Embracing the Sun                       | Indicado |        |
| 2013 | 7th The Musical Awards                     | Best New Actor                          | Joseph and the Amazing Technicolor Dreamcoat | Indicado |        |
| 2014 | 9th Max Movie Awards                       | Best New Actor                          | The Attorney                                 | Venceu   | [ 53 ] |
| 2014 | 9th Max Movie Awards                       | Best Supporting Actor                   | The Attorney                                 | Indicado |        |
| 2014 | 3rd Marie Claire Film Awards               | Best New Actor                          | The Attorney                                 | Venceu   |        |
| 2014 | 8th Asian Film Awards                      | Best Newcomer                           | The Attorney                                 | Indicado |        |
| 2014 | 50th Baeksang Arts Awards                  | Best New Actor (Film)                   | The Attorney                                 | Indicado |        |
| 2014 | 50th Baeksang Arts Awards                  | Most Popular Actor (Film)               | The Attorney                                 | Indicado |        |
| 2014 | 50th Baeksang Arts Awards                  | Best Fashionista Award                  | The Attorney                                 | Venceu   |        |
| 2014 | 23rd Buil Film Awards                      | Best New Actor                          | The Attorney                                 | Indicado |        |
| 2014 | 51st Grand Bell Awards                     | Best New Actor                          | The Attorney                                 | Indicado |        |
| 2014 | 51st Grand Bell Awards                     | Popularity Award                        | The Attorney                                 | Venceu   |        |
| 2014 | 35th Blue Dragon Film Awards               | Best New Actor                          | The Attorney                                 | Indicado |        |
| 2014 | 35th Blue Dragon Film Awards               | Popularity Award                        | The Attorney                                 | Venceu   |        |
| 2014 | 3rd Korean Film Actor's Association Awards | Popularity Award                        | The Attorney                                 | Venceu   |        |
| 2014 | 33rd MBC Drama Awards                      | Best New Actor                          | Triangle                                     | Venceu   |        |
| 2015 | 9th Cable TV Broadcasting Awards           | Best Actor                              | Misaeng                                      | Venceu   |        |
| 2015 | 10th Asia Model Festival Awards            | Asia Special Award, Best Actor          | Misaeng                                      | Venceu   |        |
| 2015 | 51st Baeksang Arts Awards                  | Best New Actor (TV)                     | Misaeng                                      | Venceu   |        |
| 2015 | 51st Baeksang Arts Awards                  | Most Popular Actor (TV)                 | Misaeng                                      | Indicado |        |
| 2015 | 8th Korea Drama Awards                     | Top Excellence Award, Actor             | Misaeng                                      | Indicado |        |
| 2015 | 8th Korea Drama Awards                     | Actor Special Jury Prize                | Misaeng                                      | Venceu   |        |
| 2015 | 4th APAN Star Awards                       | Excellence Award, Actor in a Miniseries | Misaeng                                      | Venceu   |        |